# La Cumbre (Valle del Cauca)
Pour les articles homonymes, voir La Cumbre.
La Cumbre est une municipalité située dans le département de Valle del Cauca, en Colombie.

## Personnalités liées à la municipalité
- Bruce Graham (1925-2010) : architecte américain né à La Cumbre.